# Melanthia infuscata
Melanthia infuscata là một loài bướm đêm trong họ Geometridae.